# Championnats du monde de pentathlon moderne 1992
Navigation
Édition précédente Édition suivante
Les Championnats du monde de pentathlon moderne 1992 se sont tenus à Winterthour, en Suisse, pour les compétitions masculines, et à Budapest en Hongrie, pour les compétitions féminines.

## Podiums

### Hommes
| Épreuves  | Or                                                       | Argent                                                 | Bronze                                                    |
| --------- | -------------------------------------------------------- | ------------------------------------------------------ | --------------------------------------------------------- |
| En relais | Pologne Andrzej Giżyński Dariusz Mejsner Mateusz Nowicki | Italie Alessandro Conforto Paolo Masala Carlo Massullo | Suède Per-Olov Danielsson Håkan Norebrink Magnus Rylander |

### Femmes
| Épreuves    | Or                                                  | Argent                                                 | Bronze                                           |
| ----------- | --------------------------------------------------- | ------------------------------------------------------ | ------------------------------------------------ |
| Individuel  | Pologne Iwona Kowalewska                            | Biélorussie Zhanna Dolgacheva                          | Pologne Dorota Idzi                              |
| Par équipes | Pologne Dorota Idzi Anna Sulima Iwona Kowalewska    | Hongrie Iréne Kovács Mónika Pécsi Andrea Tulok         | Allemagne Sabine Krapf Gabi Ginser Steffi Eichel |
| En relais   | Pologne Dorota Idzi Edyta Małoszyc Iwona Kowalewska | France Caroline Delemer Sophie Moressée Gwënael Moalic | Hongrie Iréne Kovács Mónika Pécsi Andrea Tulok   |